# Koszary Wrangla
Koszary Wrangla – dawne koszary wojskowe znajdujące się wzdłuż prostopadłych ulic Henryka Sienkiewicza i Juliana Fałata na Bydgoskim Przedmieściu w Toruniu.
Kompleks wybudowano w latach 1911–1916. Do 1920 roku nosiły nazwę Wrangla, na cześć pruskiego marszałka polnego Friedricha Grafa von Wrangla. Po włączeniu Torunia do Polski w 1920 roku nowym patronem koszar został Ignacy Prądzyński. W 1921 roku w koszarach otworzono Oficerską Szkołę Aeronautyczną (od 1927 znaną jako Szkołę Podchorążych Rezerwy Wojsk Balonowych). Absolwentami tej szkoły byli m.in: Franciszek Hynek, Władysław Pomaski, Władysław Wysocki.
Główny budynek koszar mieści się przy ul. Sienkiewicza 37. Został zbudowany w stylu neobarokowym. Wyróżnia się wysokim dachem mansardowym. Koszary otacza ceglany płot. Cegły wyprodukowano w cegielni w Fordonie.
Obecnie w koszarach znajdują się: Placówka Żandarmerii Wojskowej (budynek przy ul. Sienkiewicza 35), 6. Samodzielny Oddział Geograficzny im. płk. dypl. inż. Tadeusza Zieleniewskiego ps. „Kalina” (budynek przy ul. Sienkiewicza 37).